# Чокер

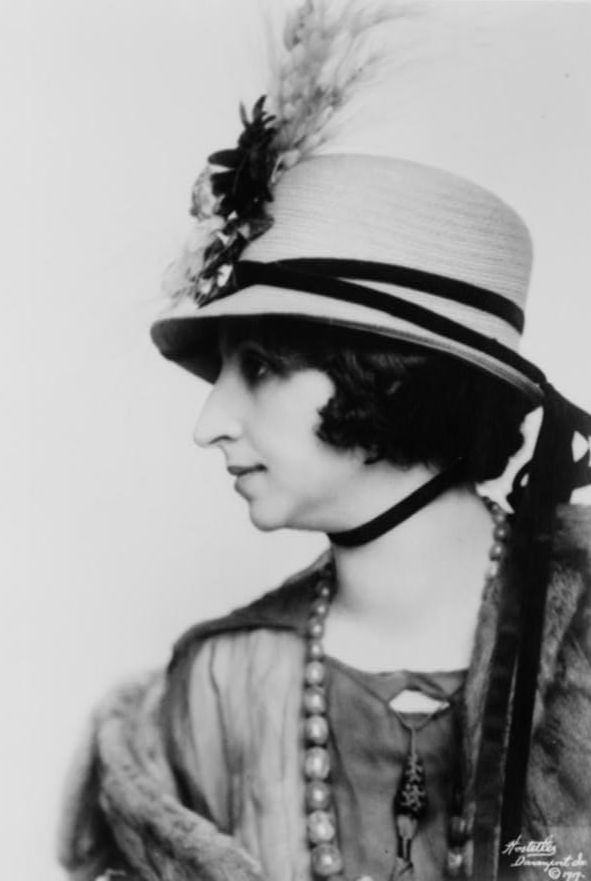
Амелита Галли-Курчи, итальянская оперная дива с чёрной бархоткой на шее. 1919 год

Чо́кер (англиц. от choker «душитель») — вид украшений, короткое ожерелье, плотно прилегающее к шее. 
Чокеры известны с древних времён — впервые они появились в IІІ тысячелетии до нашей эры — и сохраняют свою популярность в XXI веке. Украшение имеет множество разновидностей, может изготавливаться из ракушек, дерева, кости, драгоценных металлов, драгоценных и полудрагоценных камней, кожи, пластмассы, бархата, атласа и других материалов, часто оснащено регуляторами размера. Это украшение может иметь подтекст, трактовка которого зависит от типа микросоциума. Также чокер — название тросовой петли при лесозаготовке трелёвочным способом.

## История

### Древность
Чокеры из фаянсовых бусин, датированные серединой III тыс. до н. э. и относящиеся к эпохе Древнего царства, находили на территории Египта. По всей видимости, эта форма украшений не была распространена, так как наиболее известным типом древнеегипетских ожерелий являются оплечья из бусин и/или золота, покрывающие плечи и большую часть груди.
Считается, что первым народом, у которого чокеры получили распространение, стали коренные жители Америки. Первая такая находка датирована II веком до н. э. и относится к цивилизации майя. У американских индейцев ожерелье-чокер являлось символом власти вождя, а также выполняло сакральную защитную функцию, выступая в качестве талисмана от злых духов. Чокеры изготавливались из костей птиц и зверей, из дерева или ракушек.
В некоторых регионах Азии (например, Мьянма) и Африки (народ ндебеле, ЮАР) с глубокой древности до настоящего времени практикуется «вытягивание шеи» при помощи узких и высоких ожерелий из множества колец. Обычай практикуется в основном в отношении женщин, начиная с детского возраста. Женщина с вытянутой шеей считается очень привлекательной для соплеменников.
В античности ошейник с медальоном являлся признаком раба. На ошейнике содержалась надпись, кому принадлежит раб, а также указывалось наказание за кражу раба или помощь ему.

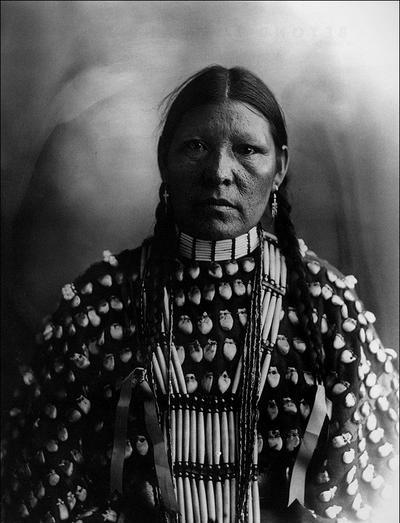
Женщина из народа арапахо, США, 1898
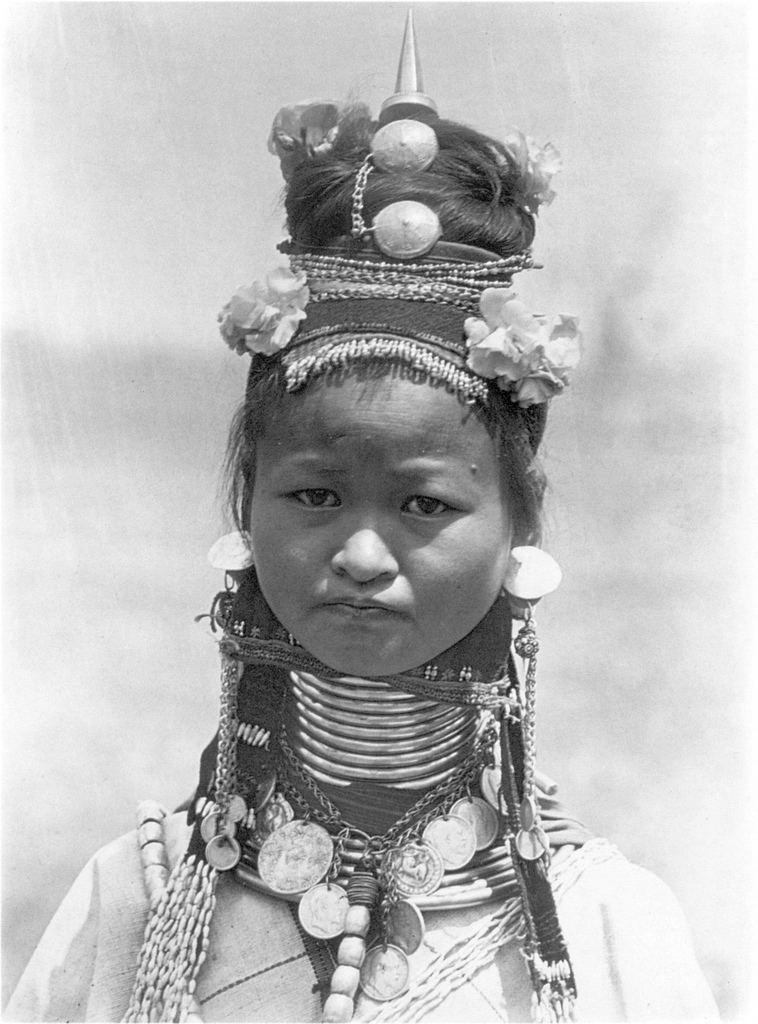
Девочка из племени падаунг с кольцами, удлиняющими шею. 1930-е годы
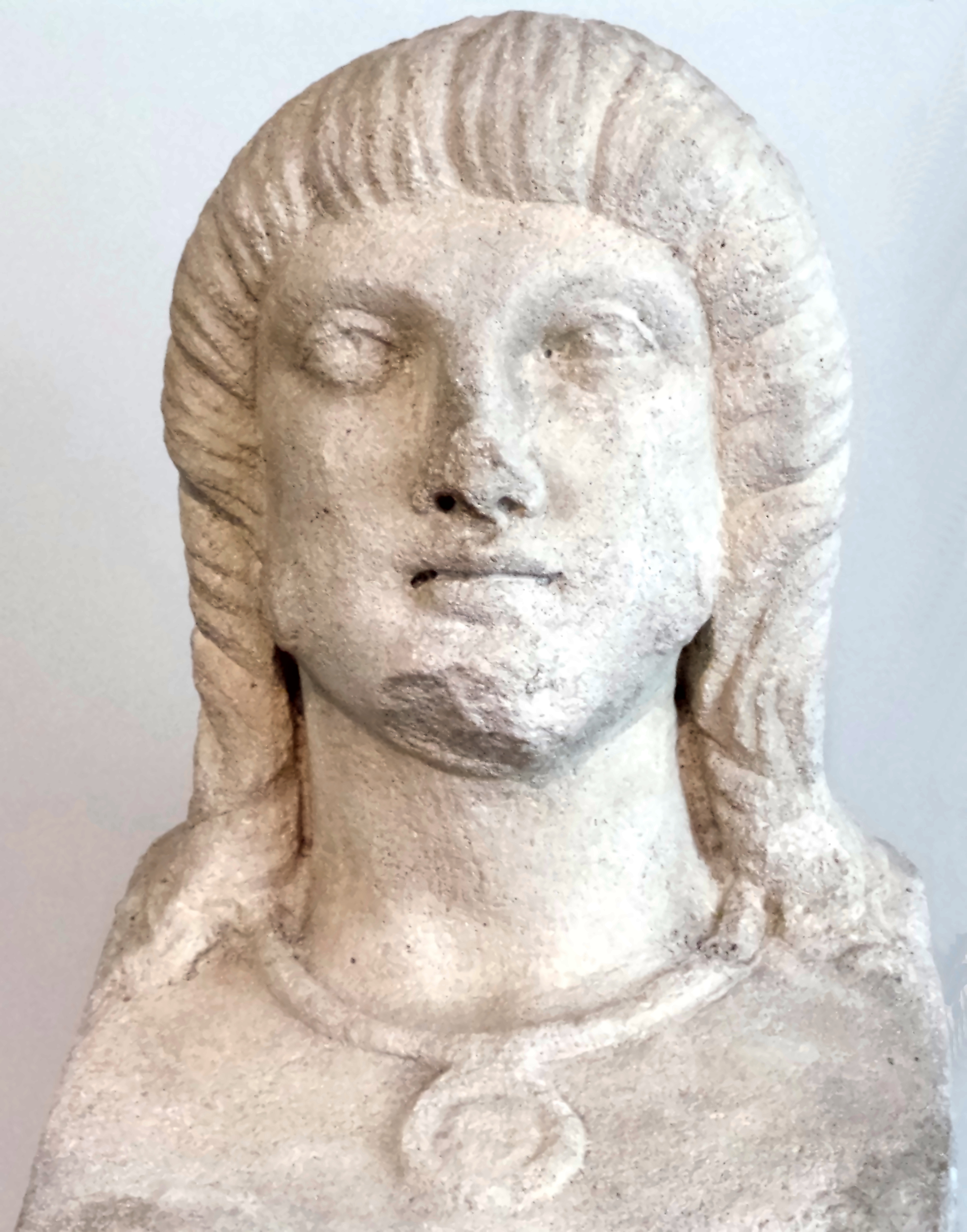
Раб-германец; на происхождение указывают длинные волосы, на статус раба — ожерелье-ошейник с медальоном. IV век н. э.

### ЭпохаВозрождения
Массивные золотые чокеры (Саксонский воротник), украшенные жемчугом и драгоценными камнями, входят в моду в эпоху Позднего Средневековья в XV—XVI веках. Плотно облегающее шею золотое ожерелье могло быть частью более крупного украшения, спускающегося на грудь. В Германии XVI века знатные дамы носили на шее несколько рядов массивных золотых украшений, верхнее из которых плотно охватывало шею. Эта мода нашла отражение на портретах того времени, особенно в портретах библейских персонажей работы немецкого живописца первой половины XVI века Лукаса Кранаха Старшего (1472—1553) (по нормам того времени художники изображали любых персонажей в современных им самим нарядах).

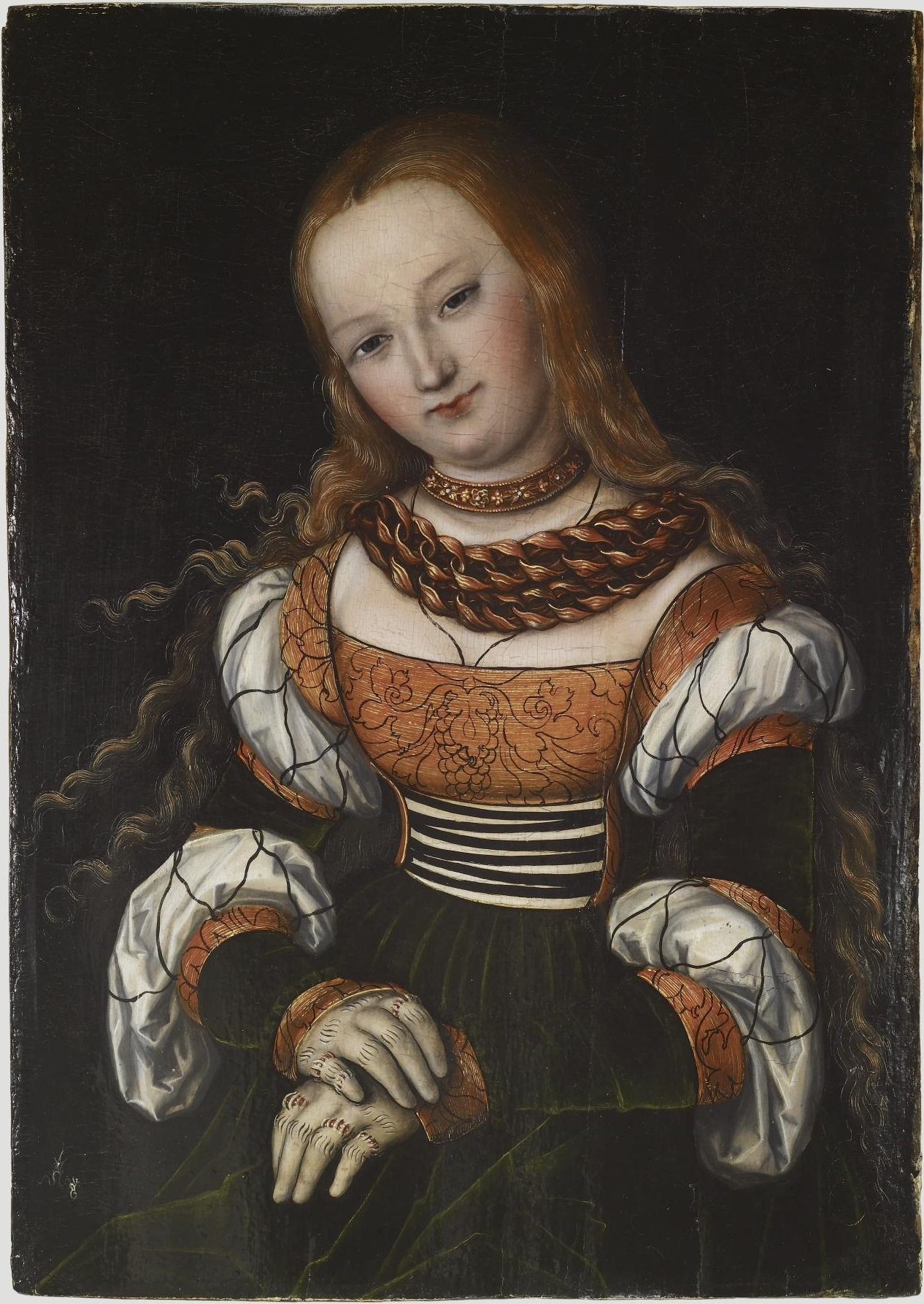
Мария Магдалина. Лукас Кранах Старший, ок. 1525 года
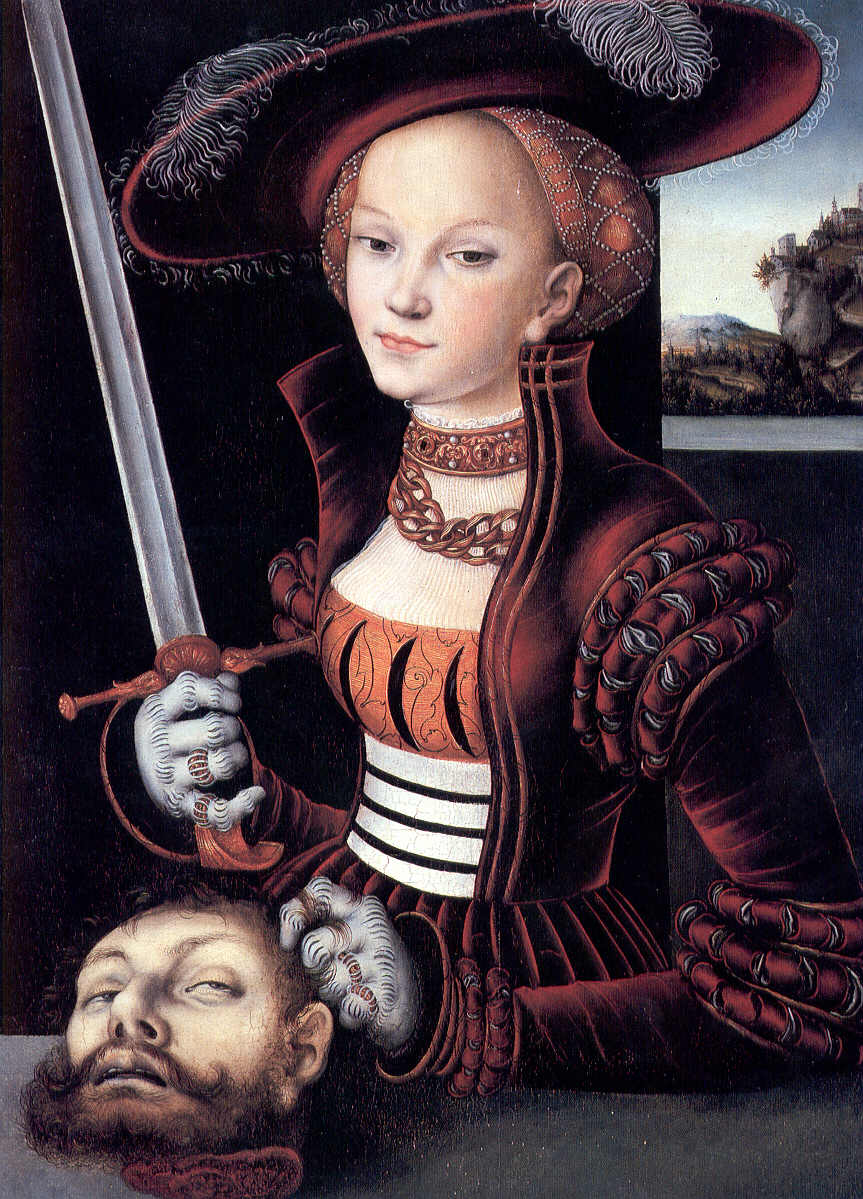
Юдифь с головой Олоферна. Лукас Кранах Старший, ок. 1530 года
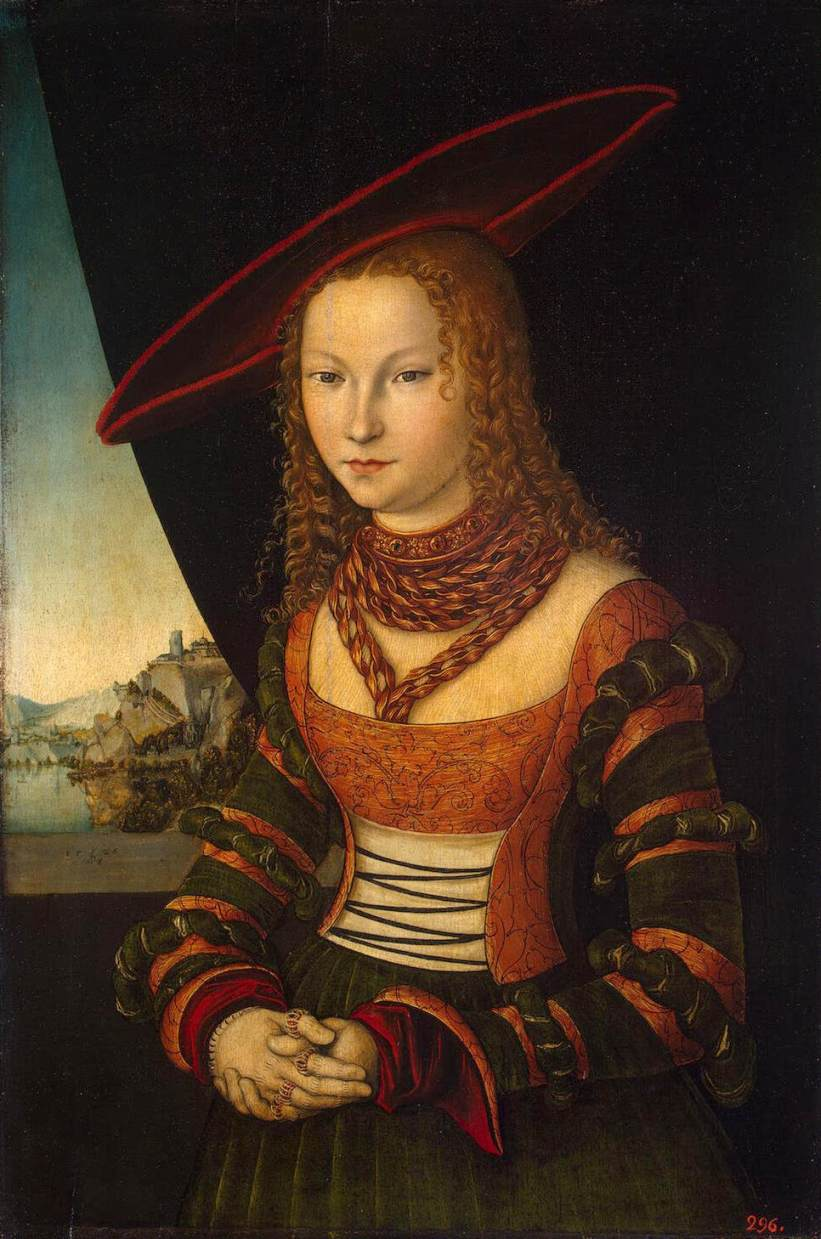
Портрет женщины. Лукас Кранах Старший, 1526 год
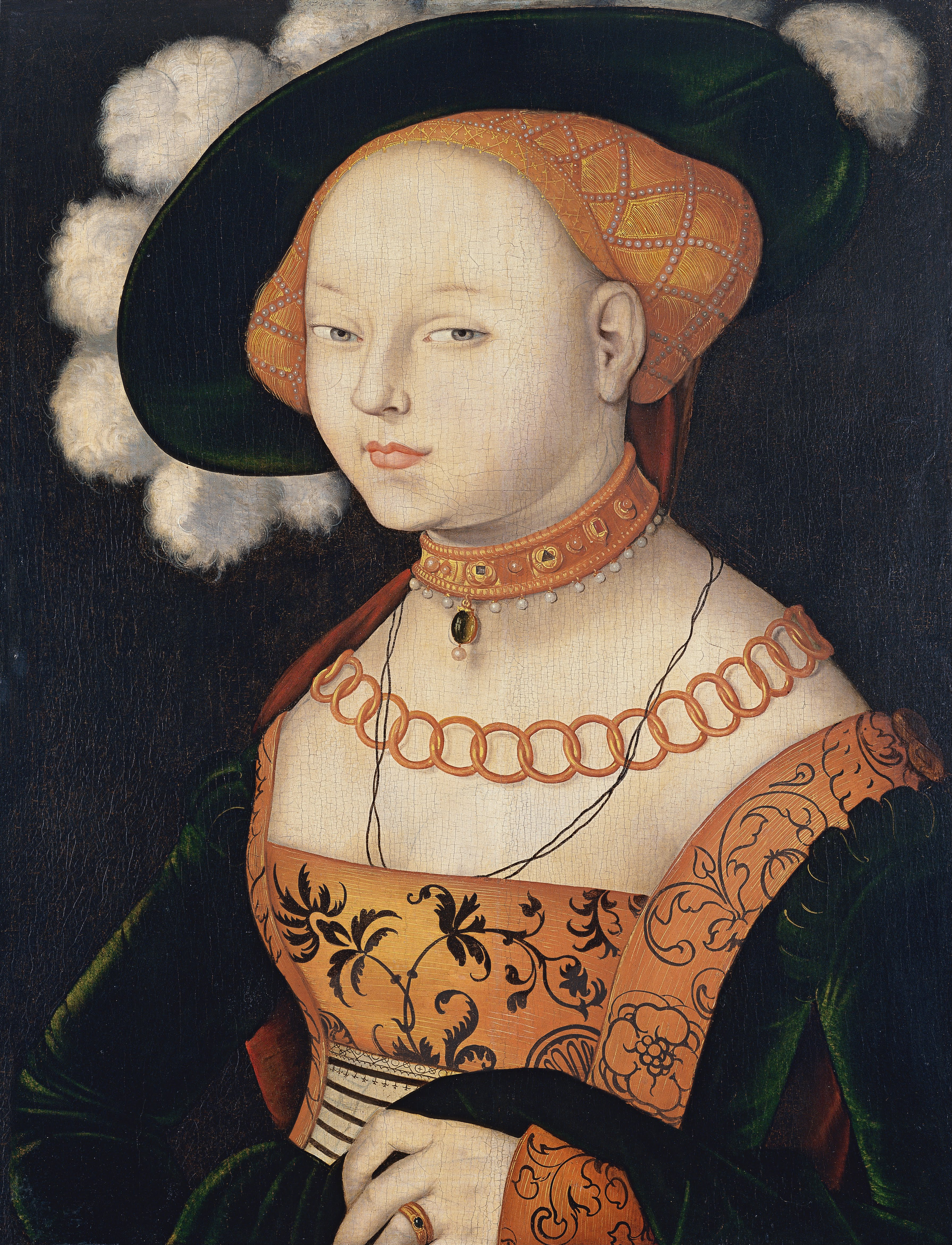
Портрет леди. Ханс Бальдунг, ок. 1530 года
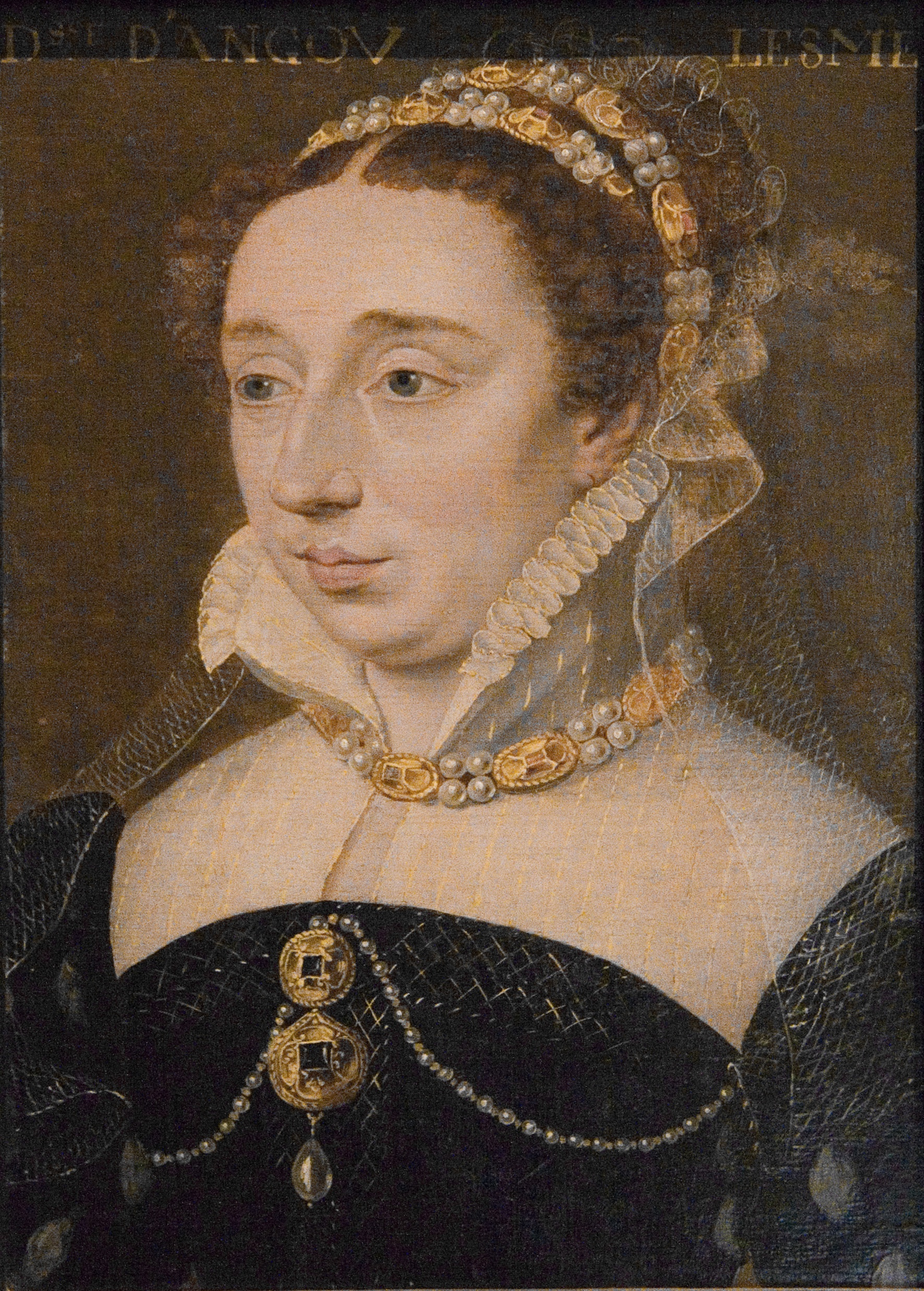
Портрет Дианы Французской. Неизвестный французский художник, XVI век

### Эпохарококо
С началом эпохи Просвещения в моде появились платья с глубокими декольте и высокими причёсками. Для более гармоничного сочетания форм вновь понадобились шейные украшения, но более скромные, чем в эпоху Возрождения. В XVIII веке в моду вошли чокеры из ткани, чаще всего чёрные из бархата (так называемые ба́рхатки или бархо́тки), голубые в виде ленты или из кружевной ткани под цвет платья. Бархотки сохраняли популярность и на протяжении XIX века, во многом благодаря модному в 1840—1870-е годы стилю неорококо, подражавшему эпохе Марии-Антуанетты. Чёрный окрас позволял подчеркнуть бледность кожи, которая, как считалось, свидетельствовала о благородном происхождении дамы. Бархатки могли носить вообще без декора, но части их украшали жемчугом и драгоценными камнями, и даже крепили к ним подвески. Часто бархатка крепилась не с помощью застёжки, а имела ленточки, которые завязывались в бантик на задней стороне шеи. Если к чокеру крепилась крупная брошь, зачастую в форме банта («брошь Савинье») — такое украшение называлось склаваж.

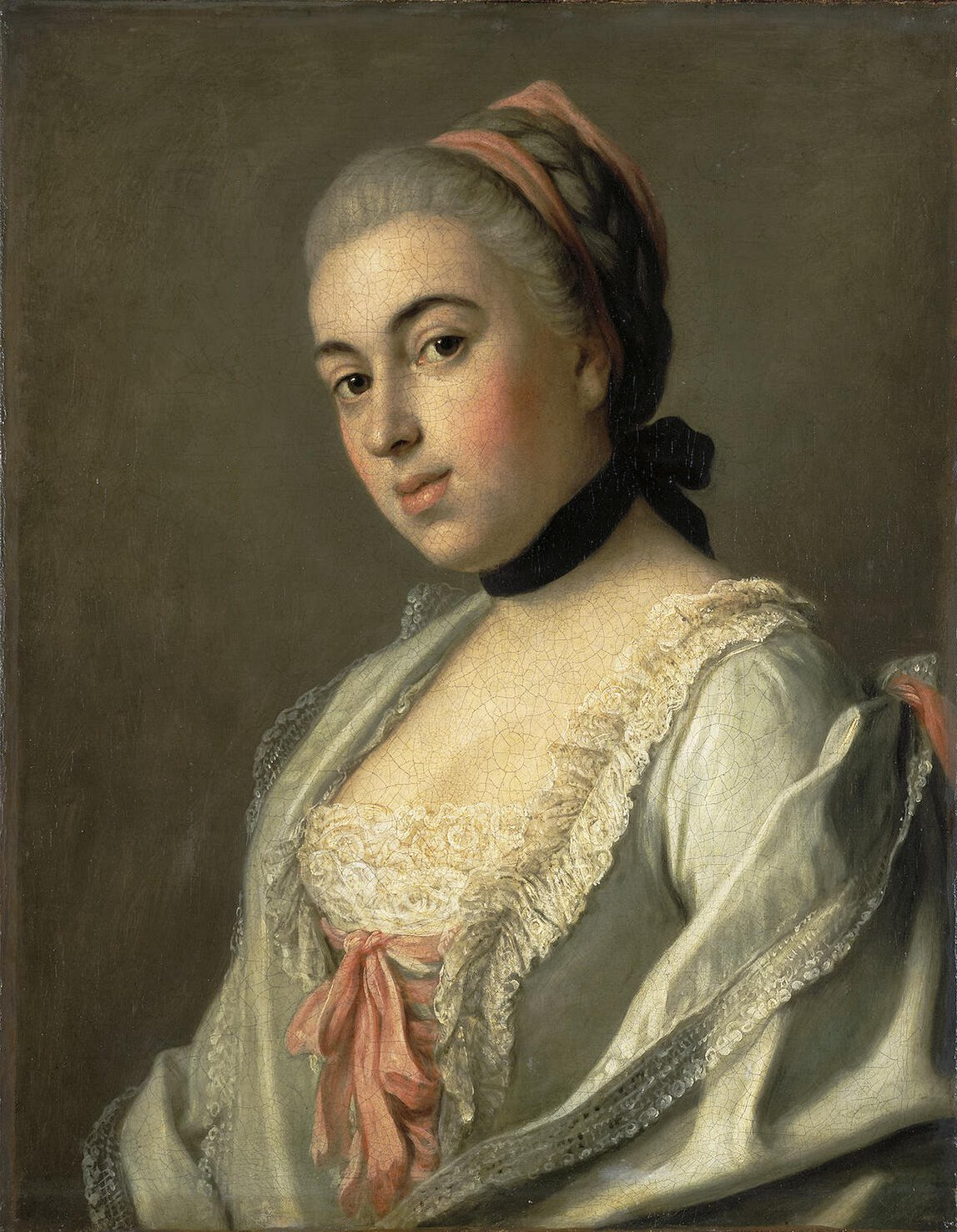
Портрет графини А. М. Воронцовой. Пьетро Ротари. Италия, Между 1756 и 1762 годами
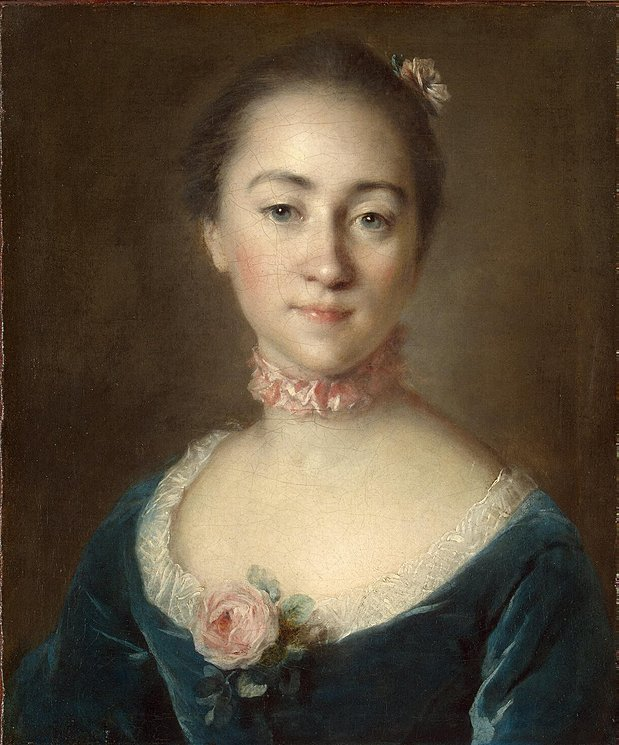
Портрет графини Екатерины Ивановны Головкиной. Луи Токке, 1757 год. Государственный Эрмитаж
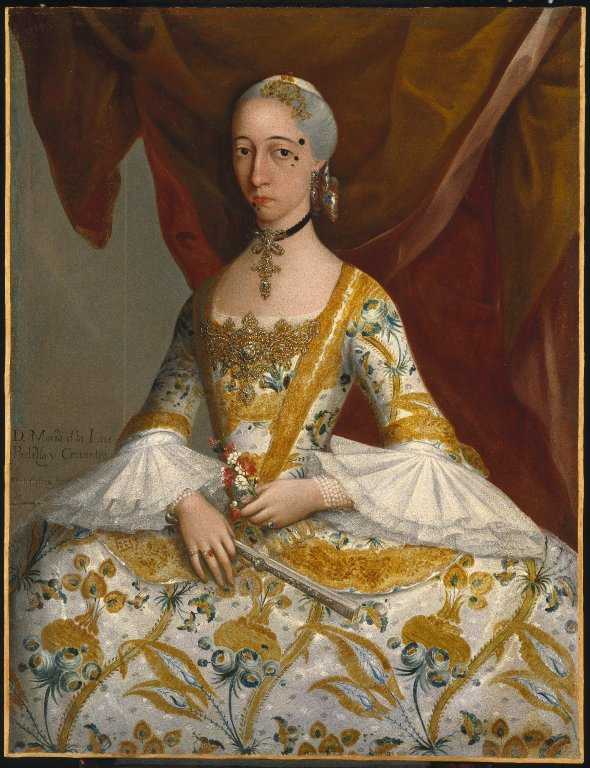
Донья Мария де ла Лус Падилья и Гомес де Сервантес. Мигель Кабрера, ок. 1760 года, Бруклинский музей
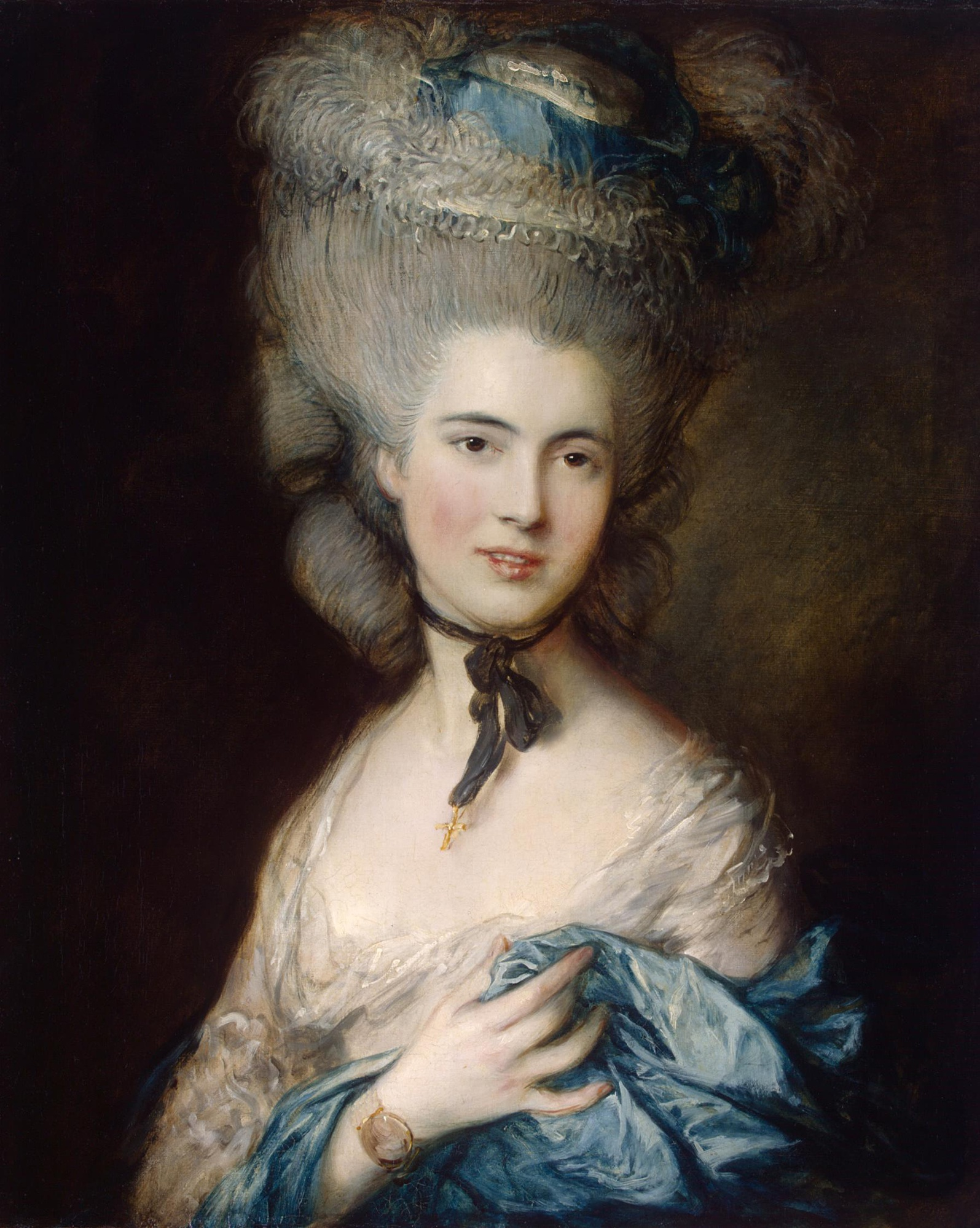
Женщина в голубом. Томас Гейнсборо, конец 1770-х — начало 1780-х годов
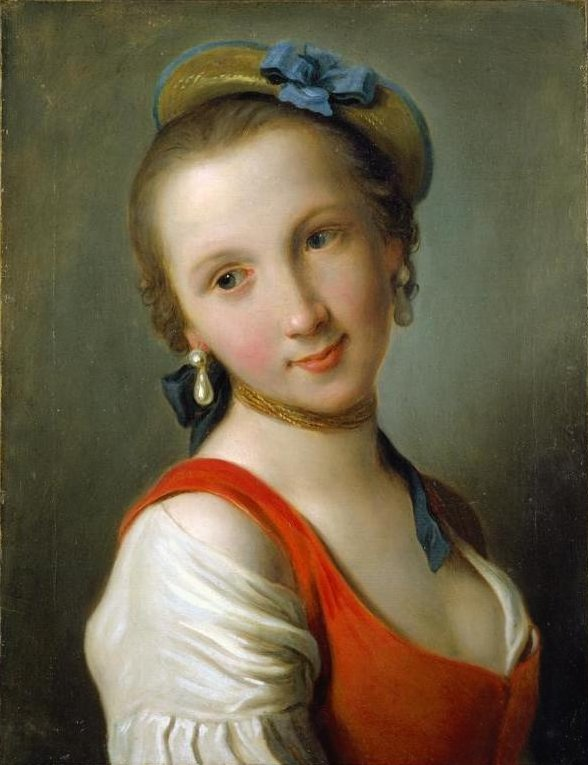
Девушка в красном платье. Пьетро Ротари, 1755 год

### XIX век
В первые десятилетия XIX века чокеры вышли из моды, так как ампирная мода стремилась подражать античности. На смену плотно облегающим шею бархаткам пришли классические ожерелья. Также ношение чокеров было несовместимо с высокими воротниками-стойками (херусками), являвшимися украшением сами по себе. Новый пик популярности классических бархаток пришёлся на вторую половину XIX века и стиль неорококо.
В Великобритании мода на чокеры введена принцессой Уэльской, будущей королевой Александрой Датской. В детстве Александра перенесла операцию, оставившую на её шее небольшой шрам. Чтобы скрыть его, принцесса носила чокеры или платья с высоким воротником. Специально для неё начали изготавливать очень высокие бусы, которые тесно окружали шею до самого подбородка. Такое необычное украшение быстро положило начало новой моде. Вместе с высоким чокером в моду вошёл сетевой чокер. Бусы изготавливались не только из ажурной ткани, но и из драгоценных металлов.

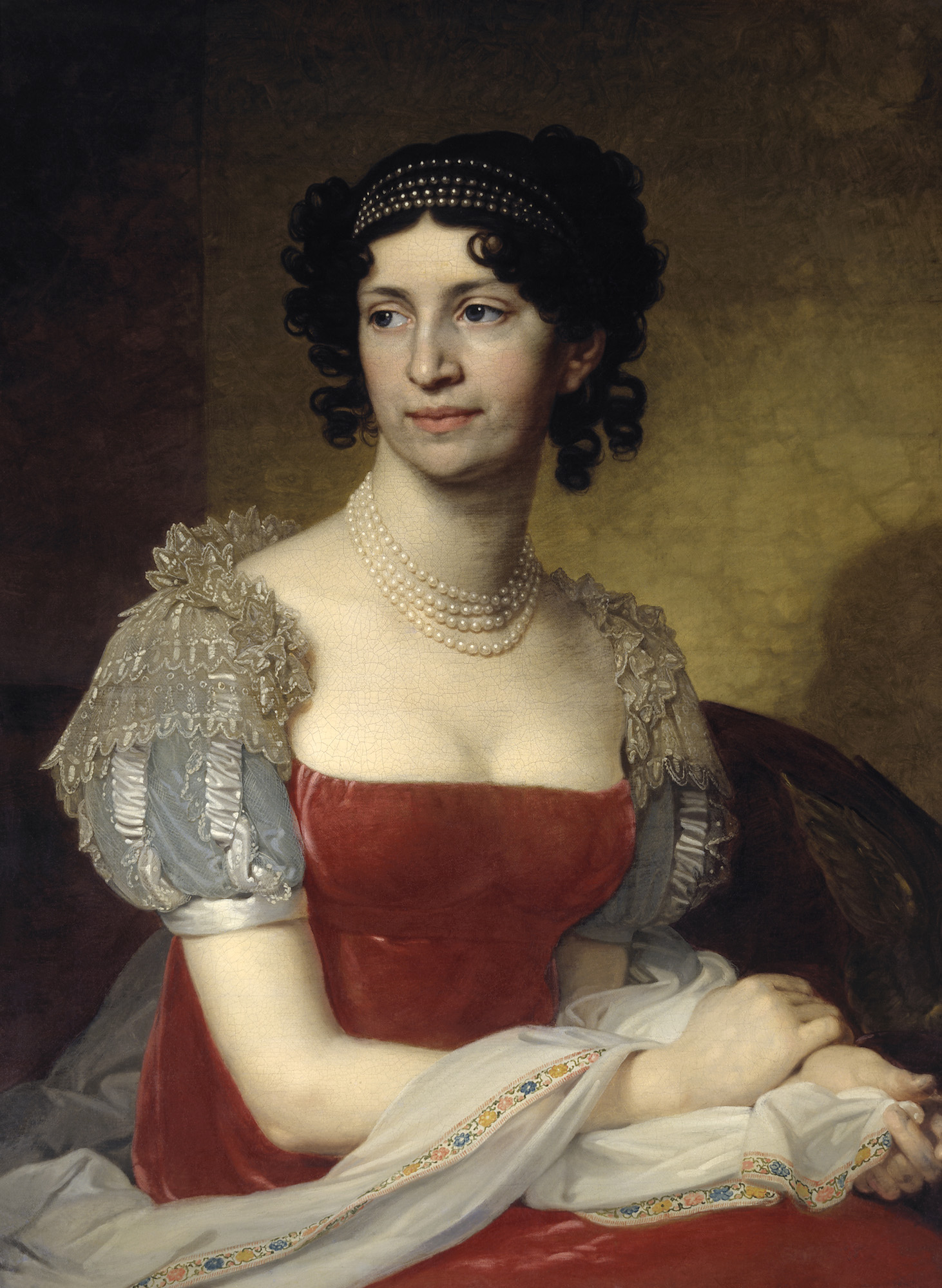
Портрет княгини Маргариты Ивановны Долгорукой. Владимир Боровиковский, 1811 год. Третьяковская галерея
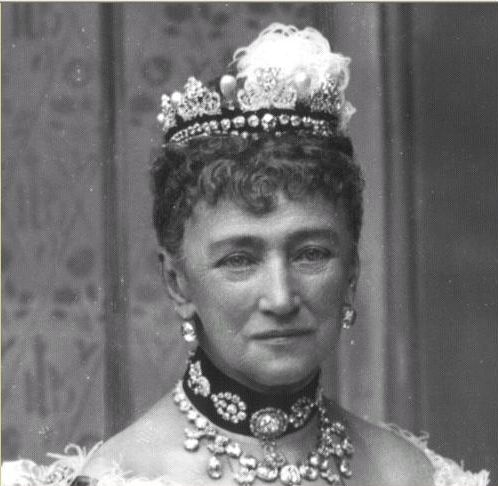
Королева Дании Луиза Гессен-Кассельская (1817—1898)
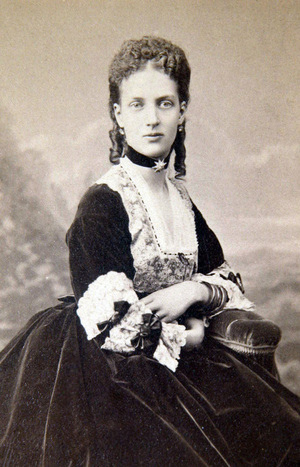
Александра Датская в молодости, ок. 1870 года
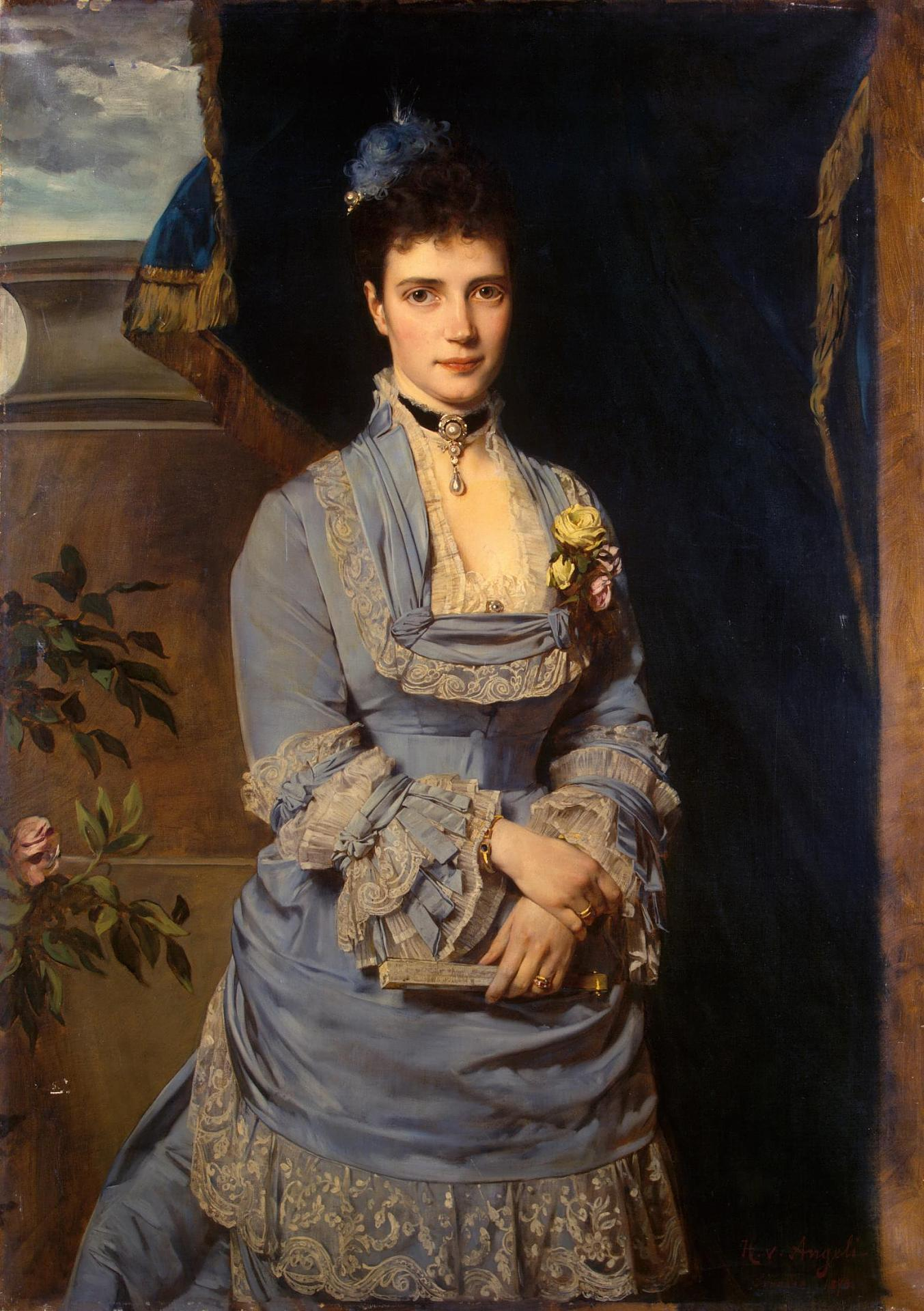
Портрет великой княгини Марии Федоровны. Генрих фон Ангели, 1874 год
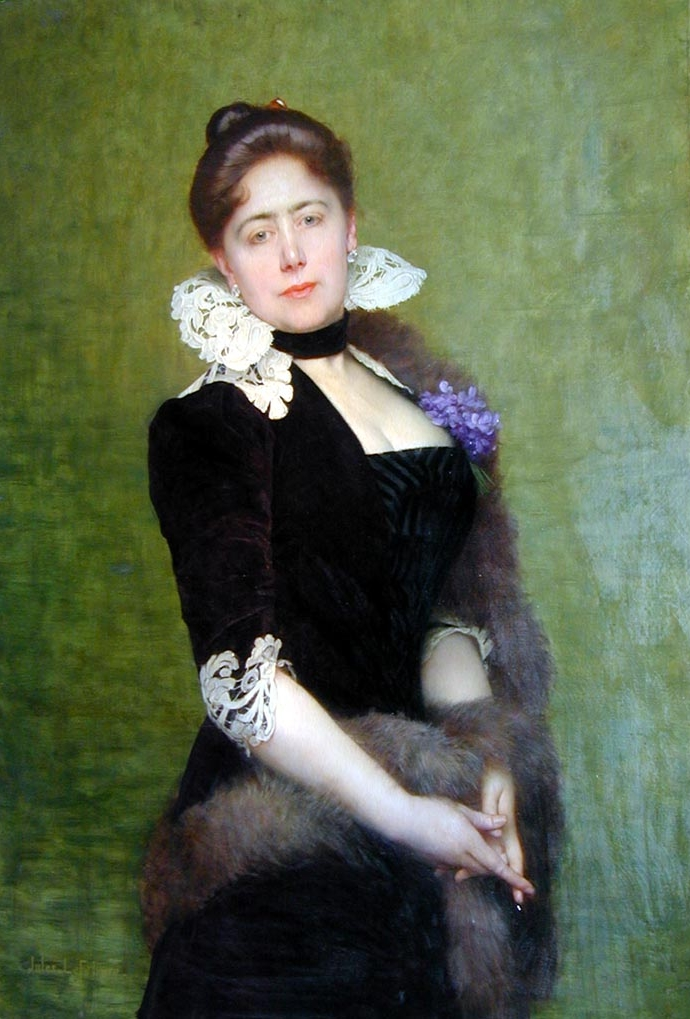
Портрет дамы. Жюль Жозеф Лефевр, 1890 год

### XX—XXI века
Чокеры, преимущественно широкие, из драгоценных металлов или рядов жемчуга, сохраняли популярность и в начале XX века, так называемую «прекрасную эпоху». Ювелиры-представители направления ар-нуво, в том числе Рене Лалик, делали чокеры в виде широкой тканевой ленты, в центре которой помещалась драгоценная планшетка (Plaque de cou). Одновременно с этим в моде оставались и классические тонкие бархатки, и высокие ожерелья из нескольких рядов бриллиантов и жемчуга, остававшиеся атрибутом высшей аристократии.
В период между I и II мировыми войнами чокеры не были популярны, но с середины XX века они вновь возвращаются в моду, их носят культовые актрисы и звёзды: Марлен Дитрих, Мерилин Монро, Элизабет Тейлор, Софи Лорен, Бриджит Бардо и другие. Кроме того, чокеры из драгоценных камней и жемчуга носила принцесса Диана, что, несомненно, способствовало популяризации этого украшения.
В 1980-е годы чёрные кожаные чокеры, часто украшенные металлическими шипами, цепочками, заклепками, становятся атрибутом неформальных молодёжных субкультур и музыкальных направлений, таких как рок, панк и готика. Подлинный пик популярности чокеров приходится на 90-е годы, когда из провокационного украшения они стали модным трендом, в это время в моде были как «панковские» ошейники из чёрной кожи, так и чокеры из синтетических тканей ярко-кислотных цветов, либо животного окраса, часто они дополнялись пластиковыми бусинками, бисером, стеклярусом или металлическими кулонами в виде геометрических фигур, сердец.
Параллельно с этим произошло внедрение чокеров в БДСМ-культуру, где украшения из кожи и латекса стали символом и атрибутом доминантно-сабмиссивных отношений.

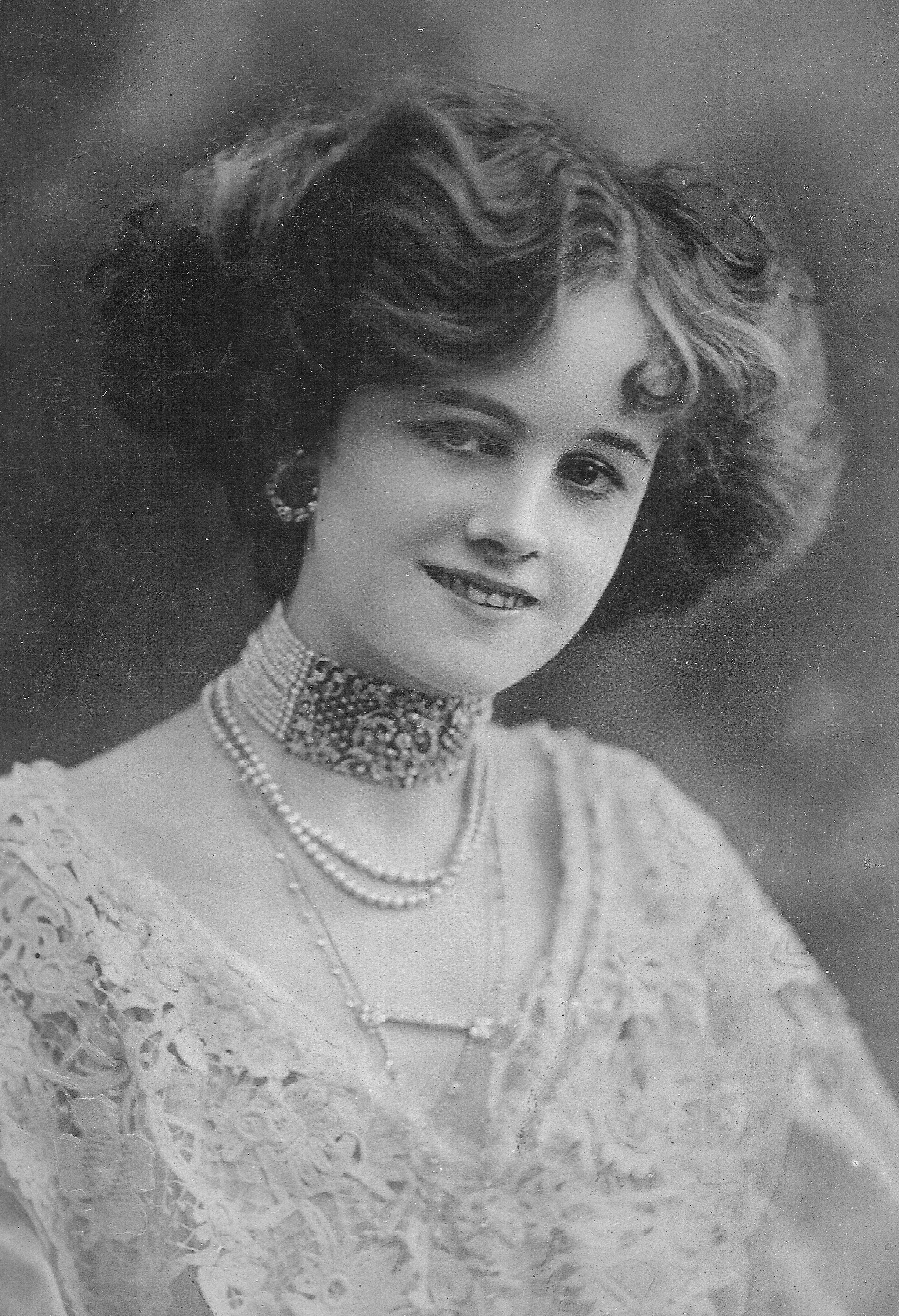
Актриса Джерти Миллар в чокере, состоящем из драгоценной пластинки на основе из жемчужных бус
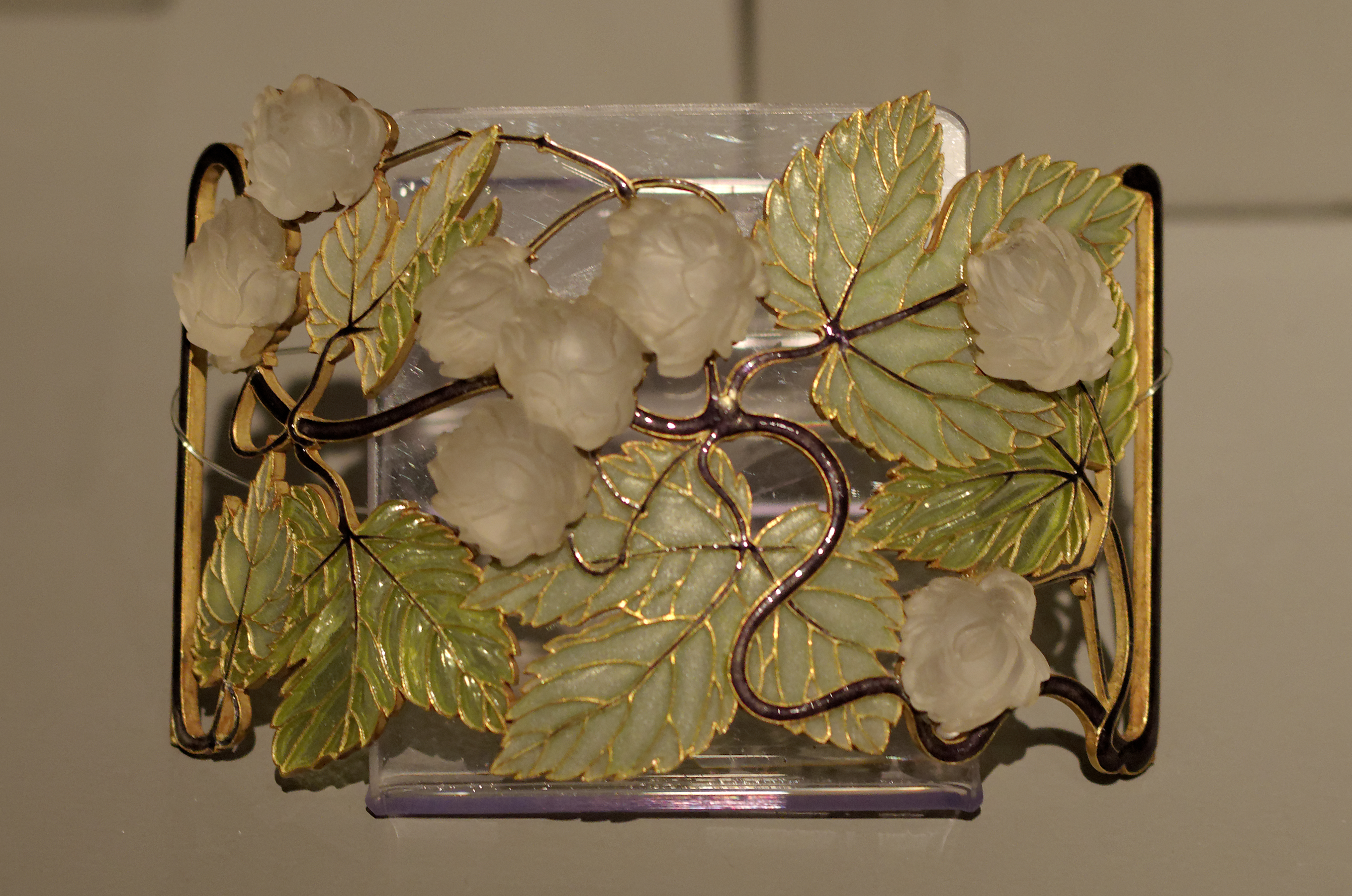
Планшетка для чокера. Рене Лалик, Париж, ок. 1898—1900 годов
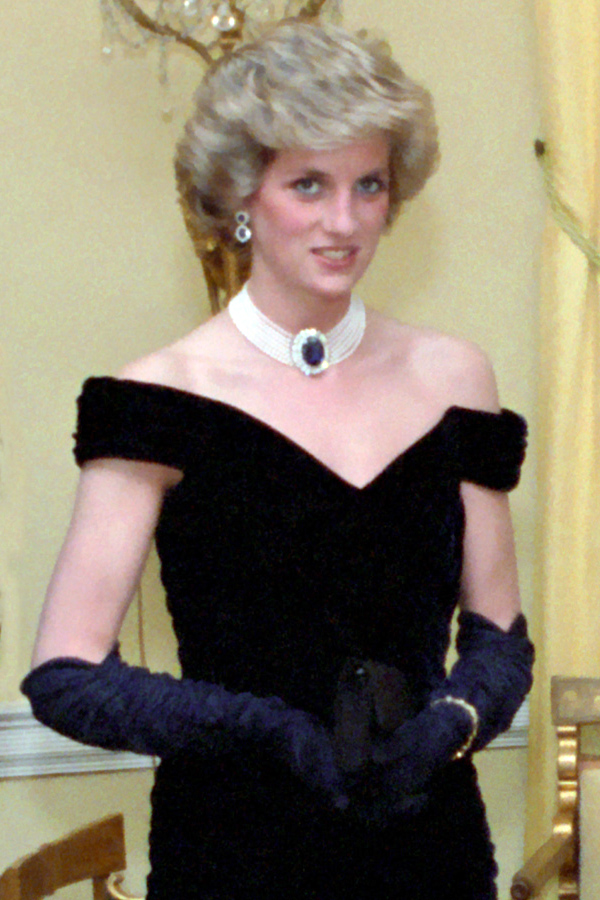
Принцесса Диана во время танца с Джоном Траволтой, 1985 год
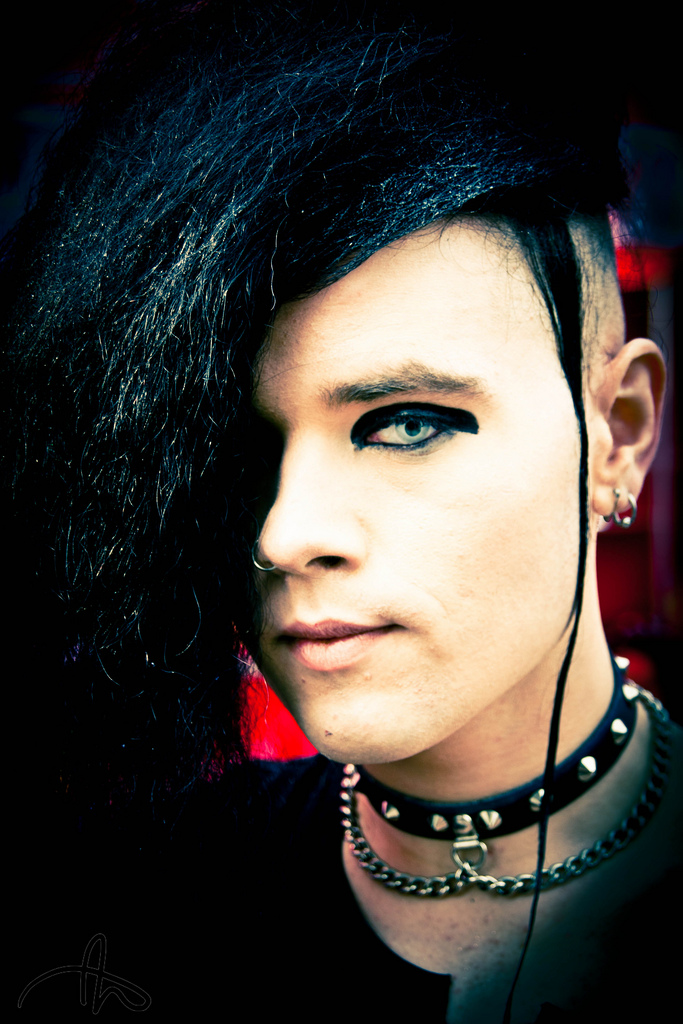
Молодой человек в чокере с шипами на готическом фестивале Wave-Gotik-Treffen, 2011 год
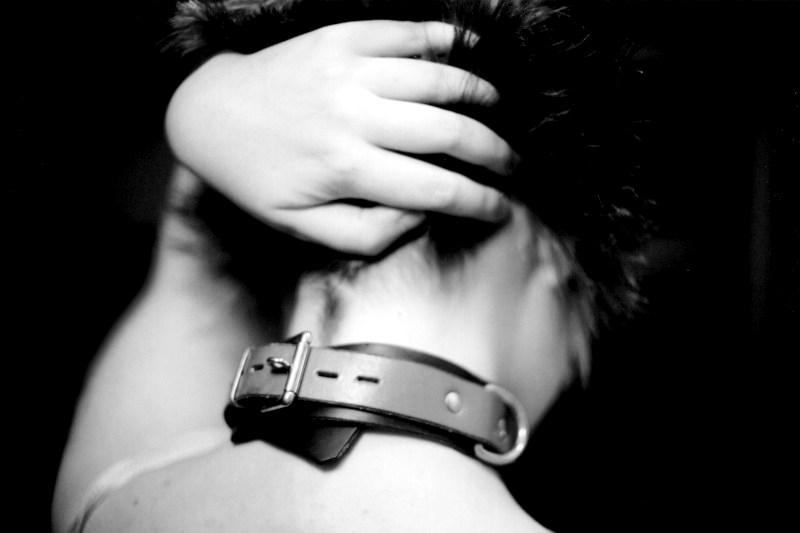
Ошейник на женщине как элемент БДСМ-культуры